# Curtis Shears
Curtis Shears   (Omaha, 4 de juliol de 1901 - Bonita Springs, 30 de juliol de 1988) va ser un tirador d'esgrima estatunidenc que va competir durant les dècades de 1920 i 1930.
El 1932 va prendre part en els Jocs Olímpics de Los Angeles, on va guanyar la medalla de bronze en la prova d'espasa per equips del programa d'esgrima.